# Vorrichtung (Bergbau)
Die Vorrichtung ist im bergbaulichen Sinn die Auffahrung von Grubenbauen zur Vorbereitung und Einteilung des Abbaues einer Lagerstätte. Hierbei kann bereits der zu gewinnende Rohstoff abgebaut werden. In einigen Fällen lässt sich deshalb die Vorrichtung nicht klar vom eigentlichen Abbau trennen. Die von der Vorrichtung aufgefahrenen Grubenbaue dienen der Bewetterung und dem Transport von Material sowie der Förderung von Gestein und Rohstoffen. Die Grubenbaue der Vorrichtung werden entweder konventionell durch Bohr- und Sprengarbeiten oder bei langen Strecken mittels Vollschnittmaschinen oder Teilschnittmaschinen aufgefahren.

## Geschichte
Während der Zeit des unregelmäßigen Stollenbergbaus war eine klare Trennung zwischen Vorrichtung und Abbau nicht möglich. Erst am Ende des 18. Jahrhunderts beim Übergang zum regelmäßigen Stollenbergbau war eine schärfere Trennung der Vorrichtung vom Abbau möglich. Dadurch konnte das Baufeld nach wirtschaftlichen und technischen Gesichtspunkten eingeteilt und abgebaut werden. An die Stelle des bis dahin vorherrschenden Unterwerksbaus trat bei der Kohlengewinnung der Oberwerksbau. Bei diesem Verfahren beschränken sich die Vorrichtung und der Abbau auf die oberhalb der Stollen- bzw. Tiefbausohlen anstehenden Lagerstättenteile.

## Grundlagen
Die Vorrichtung muss dem Abbau ausreichend weit vorausgehen. Dabei ist Länge der aufzufahrenden Strecken abhängig davon, ob die Gewinnung der Lagerstätte im Vorbau oder im Rückbau erfolgen soll. Auch sollten durch die Vorrichtung mehrere Baufelder gleichzeitig erstellt werden. Dies ist insbesondere im Steinkohlenbergbau erforderlich, wenn zum Abbau unterschiedlicher Kohlenqualitäten mehrere Baufelder gleichzeitig in Verhieb gehen müssen. Durch die Vorrichtung sollten auch eine entsprechend ausreichende Anzahl an Reservebetrieben erstellt werden. Allerdings darf, insbesondere im Steinkohlenbergbau, auf keinen Fall die vorgerichtete Kohlenmenge zu groß sein. Grund hierfür ist, dass offen liegende Kohlenflächen zur Selbstentzündung neigen. Hinzu kommt, dass die offenen Grubenbaue aufgrund des Gebirgsdrucks schon vor ihrer eigentlichen Nutzung Schaden nehmen können. Dies würde zusätzliche Unterhaltungsarbeiten in den betroffenen Grubenbauen erfordern. Ein weiterer Aspekt für Art und Umfang der Vorrichtung ist die Berücksichtigung der später verwendeten Maschinentechnik. So ist bereits bei der Auffahrung der Strecken zu berücksichtigen, welche Fördertechnik beim Abbau zum Einsatz kommt. Im Schiefer- und im Metallerzbergbau muss bei der Vorrichtung auch auf die Unsicherheit der Lagerstätte geachtet werden. Insbesondere in Lagerstätten, in denen diese unregelmäßig ist und nicht bereits im Vorfeld durch planmäßiges Abbohren entsprechend untersucht wurde.

## Die Vorrichtungsbaue
Die Unterscheidung, welche Grubenbaue zu den Vorrichtungs- und welche zu den Ausrichtungsbauen zählen, ist nicht einheitlich geregelt. Bis Anfang des 20. Jahrhunderts zählte man die Grubenbaue, die außerhalb der Lagerstätte angelegt wurden, zu den Ausrichtungsbauen und die innerhalb der Lagerstätte angelegten zu den Vorrichtungsbauen. Außerdem ist auch in den einzelnen Bergbauzweigen die Art und der Umfang der Vorrichtungsbaue recht unterschiedlich. Heute werden in der Regel alle Grubenbaue, die der Teilung des bereits aufgeschlossenen Grubenfeldes für den bevorstehenden Abbau dienen, zu den Vorrichtungsbauen gezählt. Dies bedeutet somit, dass auch außerhalb der Lagerstätte aufgefahrene Grubenbaue zu den Vorrichtungsbauen zählen können. Im Steinkohlenbergbau beschränkt sich die Vorrichtung auf das Erstellen der Flözstrecken und auf das Erstellen des Aufhauens für den Strebbau. Im Erzbergbau gehört zur Vorrichtung auch das Erstellen der Rolllöcher für die Versatzzufuhr und das Auffahren der Überbrüche für die Wetterführung. Je nach geplantem Abbauverfahren gehören auch die Erzrolllöcher und die Fahrrollen zu den Vorrichtungsbauen. Beim Firstenbau zählen die Gangstrecken zu den Vorrichtungsbauen. Beim Örterbau entfällt die klassische Vorrichtung, da hierbei die Örter während des Abbaus aufgefahren werden.